# Mun Song-Hui
Mun Song-Hui (9 de enero de 2002) es una deportista norcoreana que compite en judo. Ganó una medalla de plata en los Juegos Asiáticos de 2022 y dos medallad en el Campeonato Asiático de Judo, plata en 2024 y bronce en 2025.

## Palmarés internacional
| Juegos Asiáticos    | Juegos Asiáticos    | Juegos Asiáticos  | Juegos Asiáticos |
| Año                 | Lugar               | Medalla           | Categoría        |
| ------------------- | ------------------- | ----------------- | ---------------- |
| 2022                | Hangzhou (China)    | Medalla de plata  | –70 kg           |
| Campeonato Asiático |                     |                   |                  |
| Año                 | Lugar               | Medalla           | Categoría        |
| 2024                | Hong Kong (China)   | Medalla de plata  | –70 kg           |
| 2025                | Bangkok (Tailandia) | Medalla de bronce | –70 kg           |